# Burzet

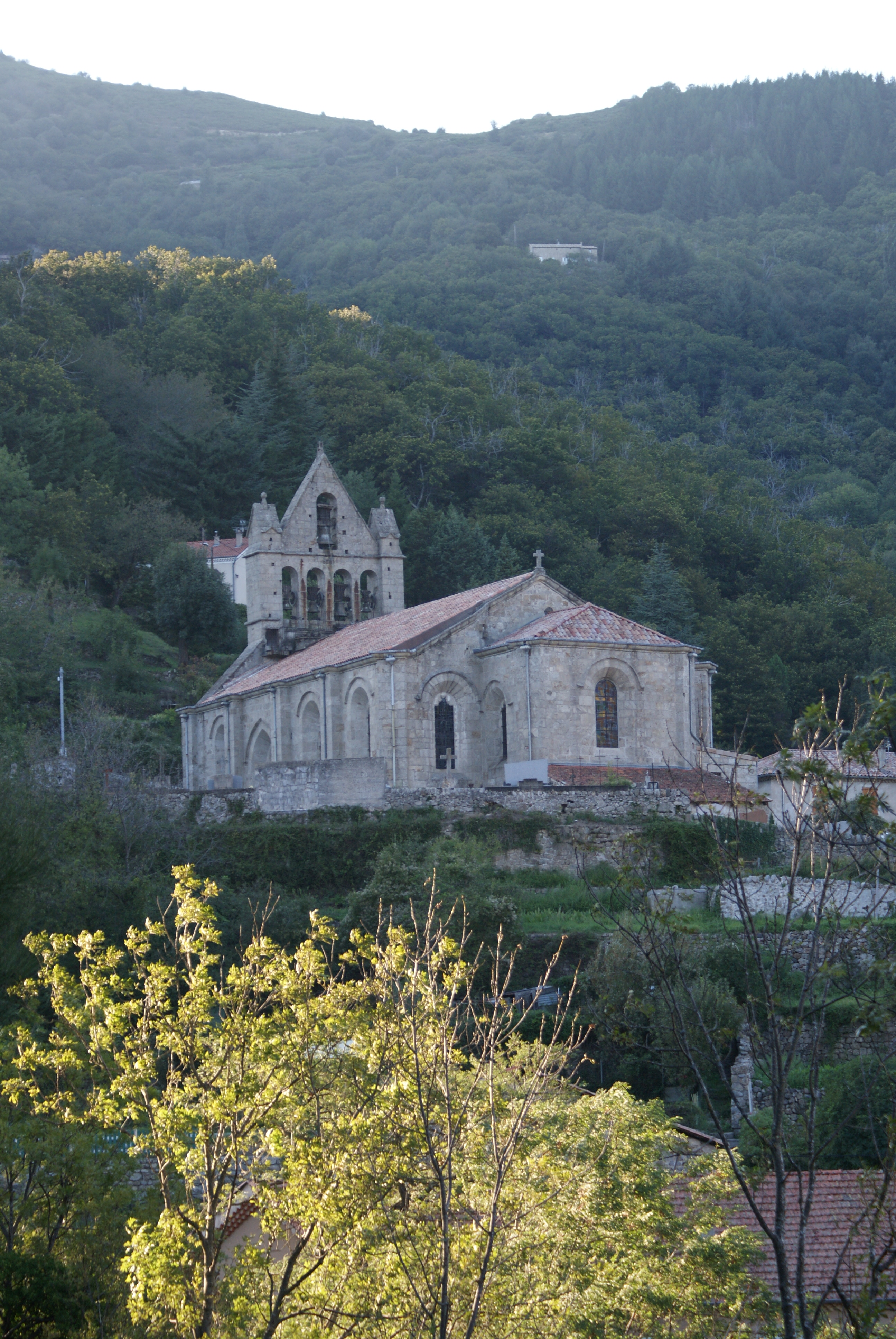
Kościół św. Andrzeja (2012)

Burzet – miejscowość i gmina we Francji, w regionie Owernia-Rodan-Alpy, w departamencie Ardèche.
Według danych na rok 1990 gminę zamieszkiwały 534 osoby, a gęstość zaludnienia wynosiła 14 osób/km² (wśród 2880 gmin regionu Rodan-Alpy Burzet plasuje się na 1115. miejscu pod względem liczby ludności, natomiast pod względem powierzchni na miejscu 126.).